# Cymbopetalum costaricense
Cymbopetalum costaricense är en kirimojaväxtart som först beskrevs av John Donnell Smith och som fick sitt nu gällande namn av William Edwin Safford.
Cymbopetalum costaricense ingår i släktet Cymbopetalum, och familjen kirimojaväxter. Inga underarter finns listade i Catalogue of Life.